# Zabromorphus tinantae
Zabromorphus tinantae är en skalbaggsart som beskrevs av Desbordes 1924. Zabromorphus tinantae ingår i släktet Zabromorphus och familjen stumpbaggar. Inga underarter finns listade i Catalogue of Life.